# Entocolax
Entocolax са род соленоводни морски коремоноги мекотели от семейство Eulimidae.

## Видове
Видовете от род Entocolax са както следва:
- Entocolax chiridotae (Scarlato, 1951)
- Entocolax ludwigii (Voigt, 1888)
- Entocolax rimskykorsakovi (Ivanov, 1945)
- Entocolax schiemenzi (Voigt, 1888)
- Entocolax schwanitschi (Heding in Heding & Mandahl-Barth, 1938)
- Entocolax trochodotae (Heding, 1934)